# Варлаам (Борисевич)
Архієпископ Варлаам (у миру Павло Павлович Борисевич; 22 березня 1899, Холм, Люблінська губернія — 9 травня 1975, Київ) — єпископ Російської православної церкви, архієпископ Мінський і Білоруський.
Брат архієпископа Вселенського патріярхату Кипріяна Борисевича.

## Біографія
Народився 22 березня 1899 року в місті Холмі, Люблінської губернії.
У 1913 році закінчив Холмське духовне училище, 26 вересня 1921 року по закінченні Кременецької духовної семінарії висвячений на диякона.
6 січня 1933 висвячений на ієрея і призначений настоятелем приходу Руда-Блаженік Володимирського Повіту (Волинська єпархія).
У березні 1923 року був настоятелем приходу Конюхи, Волинській єпархії.
У 1924 році був помічником повітового місіонера Горохівського Повіту тієї ж єпархії. У 1929 році призначений повітовим місіонером того ж повіту. Боровся з сектантством і протистояв натиску католицтва, у зв'язку з цією діяльністю був судимий польськими властями.
У 1938 році був благочинним Поберезского округу, Волинської єпархії ПАПЦ.
У 1942 році доручено одночасно і. о. Благочинного Локачевского району.
У 1944 році від удару снаряда загинула його дружина.
У 1944 року був настоятелем і благочинним приходу Локачі, Волинської єпархії УАПЦ.
13 травня 1945 хіротонізований на єпископа Вінницького і Брацлавського.
Постійною турботою єпископа Варлаама було забезпечення приходів духовенством. Незважаючи на складні часи їм були організовані православні курси, на які в 1945–1946 роках було прийнято 40 осіб [1].
З січня 1946 року — єпископ Волинський і Рівненський.
3 червня 1948 призначений єпископом Кам'янець-Подільським і Проскурівським.
27 грудня 1951 — єпископ Ізмаїльський і Болградський.
З 1 лютого 1955 року — єпископ Хмельницький і Кам'янець-Подільський.
З 5 вересня 1956 року — єпископ Мукачівський і Ужгородський.
25 лютого 1957 возведений у сан архієпископа.
Капітулянтська політика архієпископа перед обличчям радянської влади привела до подачі колективного листа-скарги Патріарху Алексію I на архієрея з проханням змістити його. Серед тих, хто підписав лист був архімандрит Іов Угольський.
З 5 липня 1961 року — архієпископ Мінський і Білоруський.
Його служіння в межах Білоруської РСР збігся з новою хвилею гонінь на Церкву: в республіці було закрито близько 500 храмів, припинилися заняття в Мінській духовній семінарії, під загрозою закриття опинився єдиний на всю республіку Жировицький монастир.
Переніс інсульт, після чого 4 серпня 1963 звільнений на спокій.
Помер 9 травня 1975 року в Києві. Похований на київському міському кладовищі.

## Твори
- «Слово виголошене в Мукачеві в навечір'я Успіння Божої Матері 27 серпня 1947 року». 1947, Львов, № 9, с. 279–281.

- «Акт» «милосердия» папы. ЖМП 1951, № 6, с. 6-7.

- «Подписываем кровью сердца». ЖМП 1950, № 9, с. 8-9.

- «Заявление Варлаама» архиеп. Мукачевского и Ужгородского. ЖМП 1960, № 12, с. 37.

- «К звездам» (По поводу подвига Ю. А. Гагарина). ЖМП 1961, № 5, с. 9-10